# SN 2005ck
SN 2005ck – supernowa typu Ia odkryta 5 czerwca 2005 roku w galaktyce A130218+2820. W momencie odkrycia miała maksymalną jasność 18,70m.